# Jan Fortius
Jan Fortius (též Gurimenus, Hortensius, Fortius de Horta či Chyba) (23. února 1517, Kouřim – 30. října 1590, Praha) byl český pedagog a hebraista.
Byl synem kouřimského měšťana Ondřeje Chyby a jeho manželky Doroty. Studoval v Praze a ve Wittenbergu. Na pražské univerzitě vyučoval hebrejštinu a zastával různé akademické úřady. Roku 1544 se oženil a odešel z univerzity, nadále však soukromě vyučoval hebrejštinu. V 80. letech opět vyučoval základy hebrejštiny na Univerzitě Karlově.
Roku 1570 vyšla tiskem jeho hebrejská gramatika Grammatica id est libellus de mystica litterarum significatione.
Jeho zetěm byl profesor Adam Zalužanský ze Zalužan, který se oženil s Fortiovou dcerou Ludmilou.